# Leptotyphlops pembae
Leptotyphlops pembae — вид змій родини струнких сліпунів (Leptotyphlopidae). Ендемік Танзанії

## Поширення і екологія
Leptotyphlops pembae є ендеміками острова Пемба в архіпелазі Занзібар. Вони живуть на луках і плантаціях. Ведуть риючий спосіб життя. Відкладають яйця.